# San Antonio Spurs
San Antonio Spurs là đội bóng rổ chuyên nghiệp của Mỹ đặt trụ sở tại thành phố San Antonio, Texas. Đội bóng này trực thuộc phân khu Tây Nam và liên đoàn miền Tây của Hiệp hội Bóng rổ Quốc gia Mỹ (NBA).
Spurs là một trong số 4 câu lạc bộ của Hiệp hội Bóng rổ Mỹ (ABA) đã gia nhập NBA sau sự kiện tranh chấp giữa ABA và NBA vào năm 1976 và là câu lạc bộ duy nhất từ ABA giành chức vô địch NBA. 5 chức vô địch NBA của Spurs cũng giúp họ là đội bóng giàu thành tích thứ 4 lịch sử giải đấu chỉ sau Boston Celtics (17), Los Angeles Lakers (16) và Chicago Bulls (6). Spurs cũng có số hội viên tích cực đứng thứ 2, đội bóng có tỉ lệ chiến thắng cao nhất chỉ sau Los Angeles Lakers và là đội bóng duy nhất có thành tích đối đầu ít nhất là hòa trước các đội bóng khác của giải NBA.
Sau 38 mùa giải kể từ 1976–1977, Spurs đã giành được 20 danh hiệu vùng Tây Nam. Họ cũng tham gia vòng playoff 24 trong tổng số 25 mùa (kể từ 1989-1990) và chỉ bỏ lỡ 4 lần kể từ khi gia nhập NBA. Họ chưa bao giờ bỏ lỡ vòng playoff 17 mùa gần đây kể từ khi Tim Duncan tới đội bóng vào năm 1997. Với trận thắng thứ 50 trong mùa giải 2013-2014, họ đã gia tăng số mùa giải có hơn 50 trận thắng tới con số 15 (mùa 1998-1999 họ có được 50 trận thắng trên tổng số 82 trận đấu với tỉ lệ thắng 0,74). Huấn luyện viên hiện tại Gregg Popovich, thay thế Bob Hill từ năm 1996, là người có thời gian dẫn dắt đội bóng lâu nhất từ trước tới nay.

## Sân vận động
Dallas (Texas) Chaparrals
- State Fair Coliseum (1967–1973)
- Moody Coliseum (1967–1973)
- Tarrant County Coliseum (1970–1971)
- Lubbock Municipal Coliseum (1970–1971)

San Antonio Spurs
- HemisFair Arena (1973–1993)
- Alamodome (1993–2002)
- AT&T Center (từng mang tên SBC Center) (2002–nay)

## Đội hình

### Đội hình hiện tại
Bản mẫu:Đội hình San Antonio Spurs

### Số áo treo vĩnh viễn
| Số áo treo vĩnh viễn của San Antonio Spurs |                  |        |                            |
| Số                                         | Cầu thủ          | Vị trí | Giai đoạn                  |
| 00                                         | Johnny Moore     | G      | 1980–88, 1989–90           |
| 6                                          | Avery Johnson    | G      | 1991, 1992–1993, 1994–2001 |
| 12                                         | Bruce Bowen      | F      | 2001–09                    |
| 13                                         | James Silas      | G      | 1972–81                    |
| 32                                         | Sean Elliott     | F      | 1989–93, 1994–2001         |
| 44                                         | George Gervin 1  | G      | 1974–85                    |
| 50                                         | David Robinson 1 | C      | 1989–2003                  |

1 Cũng có tên trong Hall of Famers.

### Kỷ lục câu lạc bộ
In đậm là cầu thủ vẫn còn thi đấu.

"Tên*" là cầu thủ ghi bàn trong quãng thời gian ABA.

Nghiêng là cầu thủ vẫn còn thi đấu song không tiếp tục cho câu lạc bộ.
Điểm số (mùa giải chính thức) (tính tới hết mùa 2013–2014)
| - 1. Tim Duncan (24,904) - 2. George Gervin* (23,602) - 3. David Robinson (20,790) - 4. Tony Parker (16,051) - 5. Manu Ginobili (11,657) - 6. James Silas* (10,290) - 7. Mike Mitchell (9,799) - 8. Sean Elliott (9,659) - 9. Larry Kenon* (8,428) - 10. Avery Johnson (6,486) | - 11. Rich Jones* (6,466) - 12. Alvin Robertson (6,285) - 13. Artis Gilmore (6,127) - 14. John Beasley* (5,983) - 15. Willie Anderson (5,946) - 16. Mark Olberding* (5,626) - 17. Billy Paultz* (5,297) - 18. Terry Cummings (5,181) - 19. Johnny Moore (4,890) - 20. Vinny Del Negro (4,844) | - 21. Cincinnatus Powell* (4,392) - 22. Bruce Bowen (4,061) - 23. Donnie Freeman* (3,920) - 24. Coby Dietrick* (3,857) - 25. Glen Combs* (3,839) - 26. Malik Rose (3,815) - 27. Gene Banks (3,800) - 28. Joe Hamilton* (3,781) - 29. Ron Boone* (3,495) - 30. Mike Gale* (3,299) |

Thống kê khác (mùa giải chính thức) (tính tới hết mùa 2013–14)
| Số phút thi đấu - 1. Tim Duncan (43,605) - 2. David Robinson (34,271) - 3. George Gervin* (31,115) - 4. Tony Parker (30,685) - 5. Sean Elliott (22,093) | Rebound - 1. Tim Duncan (13,940) - 2. David Robinson (10,497) - 3. George Gervin* (4,841) - 4. Larry Kenon* (4,114) - 5. John Beasley* (3,673) | Assist - 1. Tony Parker (5,635) - 2. Avery Johnson (4,474) - 3. Johnny Moore (3,865) - 4. Tim Duncan (3,832) - 5. Manu Ginobili (3,185) | Steal - 1. David Robinson (1,388) - 2. George Gervin* (1,159) - 3. Manu Ginobili (1,134) - 4. Alvin Robertson (1,128) - 5. Johnny Moore (1,017) | Block - 1. David Robinson (2,954) - 2. Tim Duncan (2,791) - 3. George Gervin* (938) - 4. Billy Paultz* (796) - 5. Artis Gilmore (700) |

## Huấn luyện viên
| Năm       | Tên                | Kỷ lục (thắng-thua) | Tỉ lệ thắng | Playoff (thắng-thua) | Tỉ lệ thắng cả mùa giải | Tham gia playoff | Danh hiệu vùng | Danh hiệu miền | Vô địch NBA | Tình trạng hiện tại                                              |
| --------- | ------------------ | ------------------- | ----------- | -------------------- | ----------------------- | ---------------- | -------------- | -------------- | ----------- | ---------------------------------------------------------------- |
| 19961–nay | Gregg Popovich     | 967-443             | .686        | 118–77               | .605                    | 16               | 11             | 6              | 5           | Huấn luyện viên, Spurs                                           |
| 1994–961  | Bob Hill           | 124–58              | .681        | 14–11                | .560                    | 2                | 2              | 0              | 0           | Sa thải bởi Seattle SuperSonics, tháng 4 năm 2007                |
| 19922–94  | John Lucas         | 94–49               | .657        | 6–8                  | .429                    | 2                | 0              | 0              | 0           | Trợ lý huấn luyện viên, Los Angeles Clippers                     |
| 19922     | Jerry Tarkanian    | 9–11                | .450        | N/A                  | N/A                     | 0                | 0              | 0              | 0           | Giải nghệ với Fresno State năm 2002                              |
| 19923     | Bob Bass           | 26–18               | .591        | 0–3                  | .000                    | 1                | 0              | 0              | 0           | Giải nghệ trong vai trò quản lý với New Orleans Hornets năm 2004 |
| 1988–923  | Larry Brown        | 153–131             | .539        | 7–7                  | .500                    | 2                | 2              | 0              | 0           | Huấn luyện viên, Southern Methodist University                   |
| 1986–88   | Bob Weiss          | 59–105              | .360        | 0–3                  | .000                    | 1                | 0              | 0              | 0           | Sa thải bởi Seattle SuperSonics, tháng 1 năm 2006                |
| 1984–86   | Cotton Fitzsimmons | 76–88               | .463        | 2–6                  | .250                    | 2                | 0              | 0              | 0           | Qua đời                                                          |
| 19834–84  | Bob Bass           | 26–25               | .510        | N/A                  | N/A                     | 0                | 0              | 0              | 0           | Giải nghệ với New Orleans Hornets năm 2004                       |
| 19834     | Morris McHone      | 11–20               | .355        | N/A                  | N/A                     | 0                | 0              | 0              | 0           | Huấn luyện viên, Sioux Falls Skyforce                            |
| 1980–83   | Stan Albeck        | 153–93              | .622        | 13–14                | .481                    | 3                | 3              | 0              | 0           | Đột quỵ vào năm 2001                                             |
| 19805     | Bob Bass           | 8–8                 | .500        | 1–2                  | .333                    | 1                | 0              | 0              | 0           | Giải nghệ trong vai trò quản lý với New Orleans Hornets năm 2004 |
| 1976–805  | Doug Moe           | 177–135             | .567        | 9–13                 | .409                    | 3                | 2              | 0              | 0           | Trợ lý huấn luyện, Denver Nuggets                                |

1Trong mùa giải 1996–97, Bob Hill huấn luyện 18 trận đấu chính thức. Hill bị sa thải 10 tháng 12 năm 1996, và Gregg Popovich huấn luyện 64 trận còn lại.

2Trong mùa giải 1992–93, Jerry Tarkanian huấn luyện 20 trận đấu chính thức. Tarkanian bị sa thải ngày 18 tháng 12 năm 1992. Rex Hughes dẫn dắt đội bóng đúng 1 trận, còn John Lucas huấn luyện 64 trận còn lại.

3Trong mùa giải 1991–92, Larry Brown huấn luyện 38 trận đấu chính thức. Brown bị sa thải ngày 21 tháng 1 năm 1992, và Bob Bass huấn luyện 44 trận còn lại.

4Trong mùa giải 1983–84, Morris McHone huấn luyện 31 trận đấu chính thức. McHone bị sa thải ngày 28 tháng 12 năm 1983, và Bob Bass huấn luyện 51 trận còn lại.

5Trong mùa giải 1979–80, Doug Moe huấn luyện 66 trận đấu chính thức. Moe bị sa thải ngày 1 tháng 3 năm 1980, và Bob Bass huấn luyện 16 trận còn lại.